# Елирија (Небраска)
Елирија (енгл. Elyria) град је у америчкој савезној држави Небраска.

## Демографија
По попису из 2010. године број становника је 51, што је 3 (-5,6%) становника мање него 2000. године.
| Група             | 2000.       | 2010.       |
| Белци             | 54 (100,0%) | 51 (100,0%) |
| Афроамериканци    | 0 (0,0%)    | 0 (0,0%)    |
| Азијати           | 0 (0,0%)    | 0 (0,0%)    |
| Хиспаноамериканци | 0 (0,0%)    | 0 (0,0%)    |
| Укупно            | 54          | 51          |